# Santalum
Santalum es un género de árboles perteneciente a la familia Santalaceae, la mayoría bien conocidos y comercialmente muy apreciados como el S. album. La mayoría tienen raíces parásitas que fotosintetizan sus propios alimentos, pero se acoplan a las raíces de otras plantas para conseguir agua y nutrientes inorgánicos. Varias especies, la más notable es  S. album, producen maderas muy aromáticas, usadas como perfumes y la medicina herbal. Son unas 25 especies que se distribuyen por Indomalaya, Australasia, y Oceanía, también desde India por Malasia a las islas del Pacífico.
Especies de Santalum son el alimento de las larvas de algunas especies de Lepidopteras, incluyendo Endoclita malabaricus.
Para la producción de sándalo de calidad con alto nivel de fragancia, los árboles deben tener al menos unos 40 años de edad pero es preferible los de más de 80 años. Así que quien se dedica al cultivo de  Santalum no vivirá para comercializar aquellos árboles que ha plantado.

## Especies
- Santalum acuminatum
- Santalum album
- Santalum ellipticum  Hawái
- Santalum fernandezianum — Isla Juan Fernández (extinto, 1908)
- Santalum freycinetianum  Hawái
- Santalum haleakalae  Hawái
- Santalum lanceolatum  Australia
- Santalum murrayanum  Australia
- Santalum obtusifolium — Australia
- Santalum paniculatum  — Hawái
- Santalum salicifolium
- Santalum spicatum  — Australia